# Plaza de toros de Barcarrota
La Plaza de toros de Barcarrota se encuentra en la localidad de Barcarrota (Badajoz) , cuenta con un aforo de 5.000 localidades y está catalogada como plaza de tercera categoría.
Se sitúa al lado del ayuntamiento, en el centro del pueblo.

## Historia

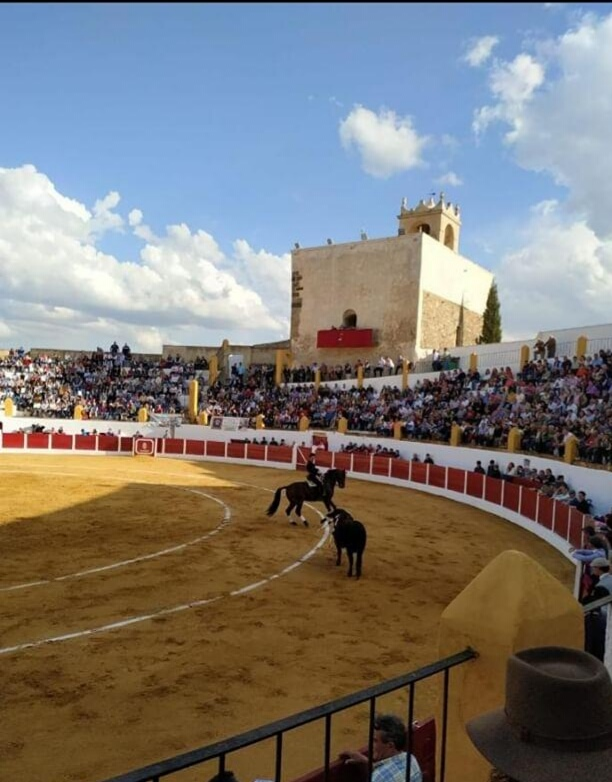
Leonardo Hernández toreando con el caballo el 30 de marzo de 2019 en el festival de Barcarrota

La plaza de toros fue construida en el año 1859 se sitúa en el patio de armas del castillo de las siete torres
Es una de las plazas más antiguas de Extremadura.
El 12 de abril de 1961 salió en portada del periódico abc un festival que formaron parte los toreros Ángel Peralta , Antonio Bienvenida , Pepe Luis Vázquez , Antonio Ordóñez , Julio Aparicio y Manolo Vázquez en el que se colgó el no hay billetes , el 30 de marzo del 2019 se realizó un festival en beneficio de las víctimas del terrorismo en homenaje al periódico citado.

## El castillo
El origen del castillo se remonta al siglo XIV, lo que más llama la atención de este castillo es su torre de homenaje
en la que cuelga el reloj de la plaza y es donde se sitúa la presidencia cuando hay festejos taurinos.
Esta declarado patrimonio histórico español.
El castillo pasó a propiedad del pueblo en el siglo XIX.